# Galina Leonidovna Brežněvová
Galina Leonidovna Brežněvová (rusky Галина Леонидовна Брежнева; 18. dubna 1929 Sverdlovsk – 30. června 1998) byla dcerou sovětského politika, dlouholetého generálního tajemníka Leonida Brežněva a Viktorije Brežněvové. Prominentní dcera získala tichou proslulost kvůli své výstřední nevypočitatelné povaze, její výstřelky se nedostaly do masmédií, o to více byly probírány ve společnosti.

## Život
Galina se narodila ve Sverdlovsku, otec tehdy pracoval jako zástupce předsedy Biserťského výkonného výboru Uralské oblasti. Měla ještě mladšího bratra Jurije. V dětství a v mládí, když hodně cestovala po místech pracovního přidělení otce, se chtěla stát herečkou a připravovala se ke zkouškám na divadelní fakultu v Moskvě, ale otec jí zakázal o herectví byť jen přemýšlet. Studovala na filologické fakultě Orechovsko-zujevského pedagogického institutu. Když otec pracoval v Moldávii, přešla na filologickou fakultu Kišiněvské státní univerzity. Ale studium ani pedagogika ji valně nezajímaly a v roce 1951 zanechala studia úplně a odjela z Kišiněva se svým budoucím manželem Jevgenijem Milajevem.